# Astragalus gabrelianae
Astragalus gabrelianae es una especie de planta del género Astragalus, de la familia de las leguminosas, orden Fabales.

## Distribución
Astragalus gabrelianae se distribuye por Armenia.

## Taxonomía
Fue descrita científicamente por Arevsch. Fue publicada en Takhtajania 2: 33 (2013).